# Complexo de castração
Complexo de castração ou Angústia de castração, em psicanálise é o medo da castração, tanto no sentido literal quanto metafórico, uma das primeiras teorias psicanalíticas de Sigmund Freud. A primeira discussão publicada de Freud sobre o Complexo de castração aparece em seu estudo de caso Little Hans (1909), cuja mãe relatou ter dito ao filho que se continuasse a tocar seu pênis, ela pediria ao médico que o cortasse.

## Literal
Na psicanálise freudiana, a angústia de castração (Kastrationsangst) refere-se a um medo inconsciente da perda do pênis originário durante o Estágio fálico do desenvolvimento psicossexual e durando toda a vida. De acordo com Freud, quando o menino torna-se consciente das diferenças entre os órgãos genitais masculinos e femininos, ele assume que o pênis do sexo feminino foi removido criando-se uma angústia que seu pênis será cortado por seu rival, a figura do pai, como punição por desejar a figura da mãe.